# Winkelbach

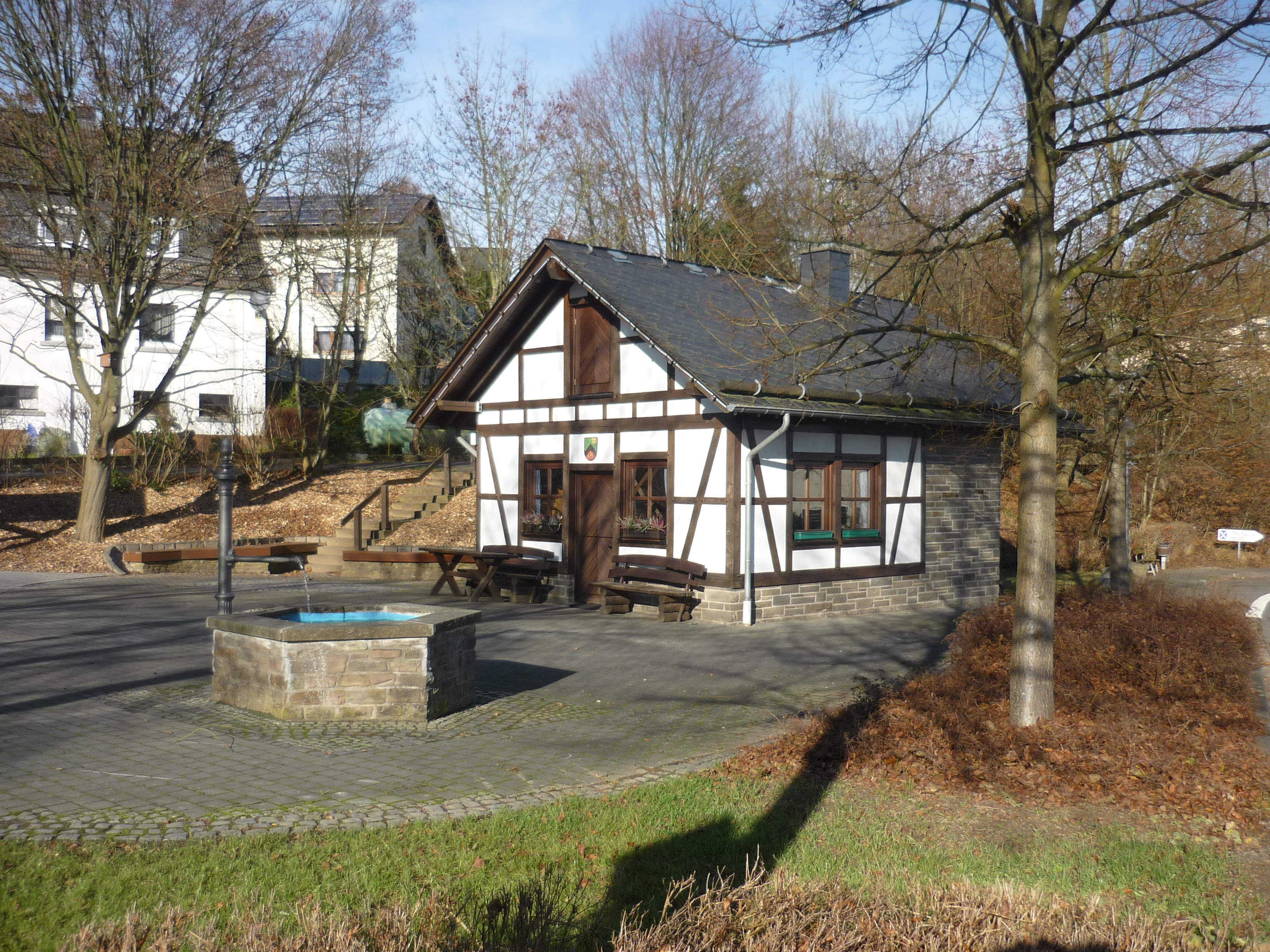
Dorfplatz in Winkelbach

Winkelbach ist eine Ortsgemeinde im Westerwaldkreis in Rheinland-Pfalz. Sie gehört der Verbandsgemeinde Hachenburg an.

## Geographische Lage
Die Gemeinde liegt auf etwa 300 m Höhe im Westerwald zwischen Limburg an der Lahn und Siegen im oberen Wiedtal. Östlich des Ortes fließt die Wied. Nachbarorte sind im Nordwesten Wahlrod, im Nordosten Hattert und im Südwesten bzw. im Süden Höchstenbach und Welkenbach. Der Weiler Krambergsmühle gehört teilweise zur Gemeinde Wied.

## Geschichte
Winkelbach wurde im Jahre 1262 erstmals in einer Urkunde erwähnt.
Bevölkerungsentwicklung
Die Entwicklung der Einwohnerzahl von Winkelbach, die Werte von 1871 bis 1987 beruhen auf Volkszählungen:
| Jahr | Einwohner |
| 1815 | 69        |
| 1835 | 76        |
| 1871 | 73        |
| 1905 | 68        |
| 1939 | 91        |
| 1950 | 106       |

| Jahr | Einwohner |
| 1961 | 124       |
| 1970 | 163       |
| 1987 | 139       |
| 1997 | 181       |
| 2005 | 248       |
| 2023 | 231       |

## Politik

### Bürgermeister
Ortsbürgermeister Eckhard Biehl wurde bei der Direktwahl am 26. Mai 2019 mit einem Stimmenanteil von 88,78 % für weitere fünf Jahre in seinem Amt bestätigt. Er wurde im Juni 2024 wiedergewählt.

### Wappen
| Wappen von Winkelbach | Blasonierung: „Durch einen silbernen Wellensparren geteilt von Grün und Rot; oben links balkenweise drei goldene Ähren, unten ein blaubezungter, hersehender, goldener Löwenkopf.“ |
| Wappen von Winkelbach | |

## Verkehr
- Direkt am Ort vorbei verläuft die B 8, die von Limburg an der Lahn nach Siegburg führt.
- Die nächsten Autobahnanschlussstellen sind in Dierdorf, oder Neuwied an der A 3 (Köln–Frankfurt am Main), etwa 25 Kilometer entfernt.
- Der nächstgelegene ICE-Halt ist der Bahnhof Montabaur an der Schnellfahrstrecke Köln–Rhein/Main.

Von 1901 bis 1950 verkehrte in Winkelbach die Kleinbahn Selters–Hachenburg.